# ناحیه ویلبرتن، شهرستان فایت، ایلینوی
ناحیه ویلبرتن (به انگلیسی: Wilberton Township) یک منطقهٔ مسکونی در ایالات متحده آمریکا است که در شهرستان فایتی، ایلینوی واقع شده‌است. ناحیه ویلبرتن ۱۶۹ متر بالاتر از سطح دریا واقع شده‌است.